# Gregorio (nombre)
Gregorio es un nombre propio masculino de origen griego en su variante en español. Procede del griego antiguo Γρηγόριος, «vigilante», del verbo γρηγορέω, «vigilar». Corresponde al latín Vigilio.

## Santoral
3 de septiembre: San Gregorio Magno, papa.

## Variantes
- Femenino: Gregoria.
- Diminutivo: Goyo.

| Variantes en otras lenguas | Variantes en otras lenguas |
| -------------------------- | -------------------------- |
| Español                    | Gregorio                   |
| Albanés                    | Gregori                    |
| Alemán                     | Gregor, Gregorius          |
| Árabe                      | Grīgūryūs                  |
| Aranés                     | Gregòri                    |
| Armenio                    | Գրիգոր (Grigor)            |
| Asturiano                  | Gregoriu                   |
| Bretón                     | Gregor                     |
| Búlgaro                    | Григорий (Grigorij)        |
| Catalán                    | Gregori                    |
| Checo                      | Řehoř                      |
| Corso                      | Gregoriu                   |
| Croata                     | Grgur                      |
| Danés                      | Gregor                     |
| Eslovaco                   | Gregor                     |
| Esloveno                   | Gregor                     |
| Esperanto                  | Gregorio                   |
| Euskera                    | Gergori                    |
| Francés                    | Grégoire                   |
| Galés                      | Grigor                     |
| Gallego                    | Gregorio                   |
| Georgiano                  | გრიგოლ (Grigol)            |
| Griego                     | Γρηγόριος (Gregórios)      |
| Húngaro                    | Gergely                    |
| Inglés                     | Gregory                    |
| Irlandés                   | Gréagóir                   |
| Islandés                   | Gregoríus                  |
| Italiano                   | Gregorio                   |
| Latín                      | Gregorius                  |
| Letón                      | Gregorijs                  |
| Lituano                    | Grigalius                  |
| Neerlandés                 | Gregorius, Gregoor         |
| Lusaciano                  | Hrjehor                    |
| Noruego                    | Gregor                     |
| Polaco                     | Grzegorz                   |
| Portugués                  | Gregório                   |
| Rumano                     | Grigore                    |
| Ruso                       | Григорий (Grigorij)        |
| Sardo                      | Gregòriu                   |
| Serbio                     | Григорије (Grigorije)      |
| Siciliano                  | Grigoriu                   |
| Sueco                      | Gregorius                  |
| Ucraniano                  | Григорій (Grigorij)        |